# Charles Henry Anderson
Charles Henry Anderson (1838-1889) foi um político liberal escocês que serviu como membro do Parlamento por Elginshire e Nairnshire de 1886 a 1889.